# Mekhi Phifer
Mekhi Thira Phifer (ur. 29 grudnia 1974 w Harlemie, w Nowym Jorku) – amerykański aktor, producent i reżyser filmowy i telewizyjny. Z pierwszego małżeństwa ma syna Omikaye’a.

## Filmografia
- 1995: Ślepy zaułek (Clockers) jako Strike
- 1995: Czarna eskadra (The Tuskegee Airmen) jako Lewis Johns
- 1996: Zagniewani młodociani (High School High) jako Griff McReynolds
- 1997: Dużo szczęścia (Hav Plenty) jako Harold
- 1997: Historie z metra: Podziemne opowieści (SUBWAYStories: Tales from the Underground) jako Zach Leopold
- 1997: Przepis na życie (Soul Food) jako Lem
- 1998: Koszmar następnego lata (I Still Know What You Did Last Summer) jako Tyrell Martin
- 1999: Lekcja przed egzekucją (A Lesson Before Dying) jako Jefferson
- 1999: An Invited Guest jako Silk
- 2000: Shaft jako Trey Howard
- 2001: Head Games jako John Ambrose Jr. 'John John'
- 2001: Piosenka Briana (Brian's Song) jako Gale Sayers
- 2001: Carmen: Hip Hopera (Carmen: A Hip Hopera) jako Derrick Hill
- 2001: O-Otello (O) jako Odin James
- 2002: 8 Mila (8 Mile) jako David Porter
- 2002: Impostor: Test na człowieczeństwo (Impostor) jako Cale
- 2002: The Other Brother jako Martin
- 2002: Płatne w całości (Paid in Full) jako Mitch
- 2003: Honey jako Chaz
- 2003: The Making of „8 Mile” jako on sam
- 2003: Scarface: Origins of a Hip Hop Classic jako on sam
- 2004: Świt żywych trupów (Dawn of the Dead) jako Andre
- 2005: Slow Burn
- 2005: The MC: Why We Do It jako narrator
- 2006: Życie na całego (Puff, Puff, Pass) jako Big Daddy
- 2007: A Day in the Life jako King Khi
- 2014: Niezgodna (Divergent) jako Max

### seriale TV
- 1995: Agencja modelek (Models Inc.) jako model
- 1995-1996: Oblicza Nowego Jorku (New York Undercover) jako Dion Broat / Sekou
- 1998: Hell’s Kitchen jako Johnny
- 2004: Punk'd
- 2005: Pohamuj entuzjazm (Curb Your Enthusiasm) jako Omar Jones
- 2002–2008: Ostry dyżur jako dr Gregory Pratt
- 2009–2010: Magia kłamstwa (Lie to Me) jako Ben Reynolds
- 2011: Torchwood jako agent Rex Matheson
- 2012: Świry (Psych) jako Drake
- 2012: Białe kołnierzyki (White Collar) jako Kyle Collins
- 2014: Kłamstwa na sprzedaż (House of Lies) jako Dre Collins
- 2016: Korzenie (Roots) jako Jerusalem
- 2016-2017: Częstotliwość (Frequency) jako Satch Reyna

## Teledyski
| Rok  | Tytuł                   | Artysta                 |
| ---- | ----------------------- | ----------------------- |
| 1994 | „Flava in Ya Ear”       | Craig Mack              |
| 1996 | „Don't Let Go (Love)”   | En Vogue                |
| 1996 | „So Many Ways”          | The Braxtons            |
| 1996 | „Wu Wear”               | Wu-Tang Clan            |
| 1996 | „Nobody”                | Keith Sweat/Athena Cage |
| 1998 | „The Boy Is Mine”       | Brandy/Monica           |
| 2001 | „Boom”                  | Royce da 5’9”           |
| 2002 | „Lose Yourself”         | Eminem                  |
| 2002 | „Without Me”            | Eminem                  |
| 2003 | „Many Men (Wish Death)” | 50 Cent                 |
| 2004 | „Just Lose It”          | Eminem                  |